# غابرييل دي ميشيل
غابرييل دي ميشيل (بالفرنسية: Gabriel De Michèle)‏ (مواليد 6 مارس 1941) هو لاعب كرة قدم. يلعب مع منتخب فرنسا لكرة القدم. سبق له أن لعب في كأس العالم لكرة القدم مع منتخب بلاده.

## روابط خارجية
- غابرييل دي ميشيل على موقع قاعدة بيانات كرة القدم.إي يو (الإنجليزية)
- غابرييل دي ميشيل على موقع ليكيب (الفرنسية)
- غابرييل دي ميشيل على موقع ناشيونال فوتبول تيمز (الإنجليزية)
- غابرييل دي ميشيل على موقع Soccerway.com (الإنجليزية)
- غابرييل دي ميشيل على موقع عالم كرة القدم.نت (الإنجليزية)